# Argyrophis muelleri
Argyrophis muelleri är en ormart som beskrevs av Schlegel 1839. Argyrophis muelleri ingår i släktet Argyrophis och familjen maskormar. Inga underarter finns listade i Catalogue of Life.
Denna orm förekommer från centrala Thailand och centrala Vietnam över Malackahalvön, Borneo och Sumatra till flera mindre öar i regionen. Arten lever i låglandet och i bergstrakter upp till 1400 meter över havet. Den vistas i skogar och besöker odlingsmark. Honor lägger ägg.
För beståndet är inga hot kända. IUCN listar arten globalt som livskraftig (LC).